# B. Hatna, Mandya
B. Hatna là một làng thuộc tehsil Mandya, huyện Mandya, bang Karnataka, Ấn Độ.